# Visor (Anders Widmark-album)
Visor är ett album från år 2010 med Anders Widmark Trio. Albumet innehåller jazztolkningar av kända svenska visor.

## Låtlista
1. Vårsång (Prins Gustaf) – 2:12
2. Glimmande nymf (Carl Michael Bellman) – 3:47
3. Den blomstertid nu kommer (trad) – 2:55
4. Till havs (Gustaf Nordqvist) – 3:19
5. Boeves psalm (Lars Hollmer) – 3:04
6. Jag lyfter ögat mot himmelen (Oskar Lindberg) – 2:11
7. Felicia – adjö (Cornelis Vreeswijk) – 4:17
8. En månskensnatt på Slottsbacken (Gunnar Wennerberg) – 2:32
9. Trubbel (Olle Adolphson) – 4:24
10. September (Wilhelm Stenhammar) – 3:52
11. Vårvindar friska (trad) – 1:53
12. Fram med basfiolen (Carl Michael Bellman) – 2:32
13. Variation över En månskensnatt på Slottsbacken (Anders Widmark) – 2:29

## Medverkande
- Anders Widmark – piano
- Johan Lindbom – bas
- Peter Bylin – trummor

## Mottagande
Skivan fick ett gott mottagande när den kom ut med ett snitt på 3,6/5 baserat på fyra recensioner.

## Listplaceringar
| Lista (2010) | Topplacering |
| ------------ | ------------ |
| Sverige      | 52           |